# Jumaa Aweso
Jumaa Hamidu Aweso (* 22. März 1985) ist ein tansanischer Politiker. Er ist Mitglied der Partei Chama Cha Mapinduzi (CCM), Parlamentsmitglied und seit 2021 Minister für Wasser.

## Ausbildung
Jumaa Aweso besuchte von 1994 bis 2000 die Grundschule und anschließend die weiterführende Bagamoyo Secondary School. Von 2005 bis 2007 war er an der Pugu Secondary School im Westen von Daressalam. Von 2007 bis 2009 machte er Lehrer-Ausbildung am College in Morogoro, ab 2010 studierte er Chemie an der University of Dar es Salaam. Er schloss seine Ausbildung mit dem Titel Bachelor ab.

## Politik
Seine politische Karriere begann er 2012 mit dem Beitritt zur Partei Chama Cha Mapinduzi. Bereits 2015 wurde er Parlamentsmitglied und 2017 ernannte ihn Präsident John Magufuli zum stellvertretenden Minister für Wasser und Bewässerung. Nach der Wahl 2020 wurde er Minister für Wasser. In dieser Position übernahm ihn auch 2021 die neue Präsidentin Samia Suluhu Hassan. In diesem Jahr war die Versorgung mit sauberem und sicherem Wasser auf 86 Prozent der Bevölkerung gestiegen, während sie 1961 noch bei 25 Prozent lag.